# Robert Johnson (Bluesmusiker)
Robert Leroy Johnson (* 8. Mai 1911 als Robert Leroy Dodds in Hazlehurst, Mississippi; † 16. August 1938 in Greenwood, Mississippi) war ein US-amerikanischer Bluesmusiker. Er gilt als einer der bekanntesten Gitarristen, Sänger und Songwriter in der Geschichte des Blues. In Anspielung auf das Mississippi-Delta nennt man ihn auch den King of the Delta Blues.
Sein Einfluss auf andere Gitarristen begann bereits zu Lebzeiten. Nach seinem frühen Tod und einer lebendigen Legendenbildung um sein Talent als Gitarrist blieb er nur Blues-Sammlern und Musikern ein Begriff. Schon damals nahmen andere Blues-Musiker Stücke von Robert Johnson auf, gaben allerdings nicht immer Johnson als Autor an. Manchmal bezeichnete man Johnsons Stücke schlicht als Traditionals. Einem breiten weißen Publikum wurde Johnson 1961 durch die Veröffentlichung des Albums King of the Delta Blues Singers schlagartig bekannt. Von da an spielten viele Blues- und Rock-orientierte Bands wie etwa Cream oder auch The Rolling Stones Stücke von Johnson auf Konzerten und im Studio. Gitarristen wie Eric Clapton oder Keith Richards nannten seinen Stil eine wesentliche Inspiration für ihre Musikkarriere. Heute gilt Johnson als einflussreichster Gitarrist und Liedermacher des Delta Blues.
Im Jahr 1980 wurde Robert Johnson in die Blues Hall of Fame aufgenommen. David Fricke vom Rolling Stone stellte Johnson 2004 auf Platz 5 seiner „Liste der 100 größten Gitarristen aller Zeiten“. In der regulären Liste des Magazins belegt er Rang 71.

## Leben

### Kindheit und Jugend

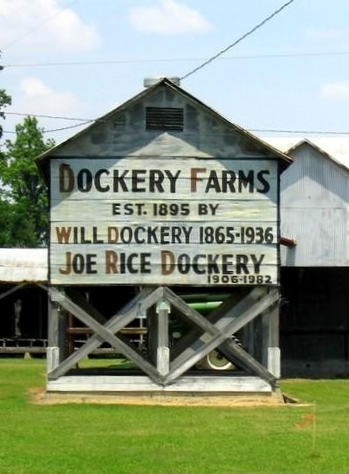
Die Dockery Plantation, auf der Robert Johnson u. a. Charley Patton und Son House begegnete

Robert Johnson wurde als Sohn von Julia Ann Dodds, geborene Majors, und ihres Geliebten Noah Johnson in Hazlehurst als Robert Leroy Dodds geboren. Er hatte insgesamt elf ältere Halbgeschwister mütterlicherseits, darunter ein Zwillingspaar, das bereits bei der Geburt gestorben war. Seine Großeltern waren noch als Sklavenkinder zur Welt gekommen.
Seine Mutter war eigentlich mit Charles Dodds verheiratet, der vor Roberts Geburt jedoch in einem Kampf einen Weißen verletzt hatte und vor einem Lynchmob nach Memphis geflohen war, wo er seinen Namen von Dodds in Spencer änderte. Um 1914 zog Roberts Mutter dann mit ihrem Sohn nach Memphis zu ihrem Ehemann, wo sie dessen neuen Namen annahmen. Einige Jahre später verließ sie ihren Mann und ließ Robert bei ihm. Robert hatte kein allzu gutes Verhältnis zu seinem Stiefvater, der ihn oft schlug. Ungefähr 1918 schickte Dodds/Spencer ihn dann wieder zu seiner Mutter, die inzwischen Willie „Dusty“ Willis geheiratet hatte. Als seine Mutter ihm als Teenager erklärte, wer sein leiblicher Vater sei, änderte Robert seinen Nachnamen Spencer in Johnson.
Mit seiner Mutter und seinem Stiefvater zog Robert 1918 nach Robinsonville, etwa 30 Kilometer von Memphis, wo er bis 1927 auch zur Schule ging. Dort besuchte er von 1924 bis 1927 die Indian Creek School in Commerce. Es wird vermutet, dass sein vorzeitiger Schulabbruch mit einem Augenleiden zusammenhing; womöglich hatte er im linken Auge einen Grauen Star. Seine Halbschwester Carrie berichtete, sie habe ihm eine Brille gekauft, die er aber selten getragen habe. Nach seiner Schulzeit arbeitete Johnson zunächst als Plantagenarbeiter.

### Musikalische Anfänge

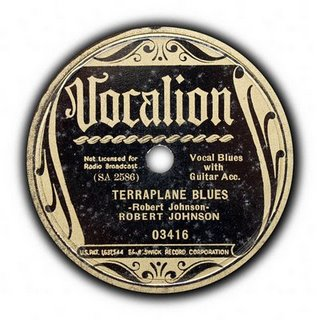
Robert Johnson: Terraplane Blues, 1936

Robert Johnson spielte bereits seit seiner Kindheit Mundharmonika. Als Teenager erwarb er seine erste Gitarre und baute sich zusätzlich einen Ständer für die Mundharmonika, um beide Instrumente gleichzeitig spielen zu können. Eines der ersten Stücke, die er auf der Gitarre erlernte, war Leroy Carrs How Long, How Long Blues.
1928 lernte Johnson in Robinsonville den damals im Mississippi-Delta bekannten Bluesmusiker Willie Brown kennen, der Sideman von Charley Patton war, dem „Vater des Delta-Blues“. Brown wurde Johnsons erster Gitarrenlehrer, und gelegentlich folgte Johnson Patton und Brown zu Auftritten, bei denen er durch Beobachten sein Spiel zu verbessern suchte.
Im Februar 1929 heiratete Johnson Virginia Travis, die bereits am 19. April 1930 im Kindbett zusammen mit dem Kind starb. 1929 war auch der Bluesmusiker Son House in Robinsonville eingetroffen, er spielte bald häufig mit Patton und Brown. House’ schlichter, aber intensiver Stil beeindruckte Johnson, der jedoch keinen Anschluss an das Trio fand; überliefert ist eine Äußerung von Son House, nach der Johnson ein schlechter Gitarrist gewesen sei, aber ein passabler Bluesharp-Spieler. Oft war Johnson jedoch Zielscheibe des Spotts der drei. Zu dieser Zeit spielte Johnson mit Frank House (dem Bruder von Son House) und dem Pianisten Punk Taylor zusammen sowie mit Wash Hemp und Willie Moore. Er verließ Robinsonville 1931.
Auf der Suche nach seinem Vater ging er nach Hazlehurst und lernte auf der Reise neben seiner zweiten Ehefrau Caletta „Callie“ Craft, die er noch 1931 heiratete, auch den Bluesmusiker Ike Zimmerman kennen, der ein exzellenter Gitarrist war und ihn während des gemeinsamen Wanderjahres unterrichtete. 1932 kehrte Johnson nach Robinsonville zurück und überraschte mit einer exzellenten Gitarrentechnik, für die er später berühmt werden sollte.

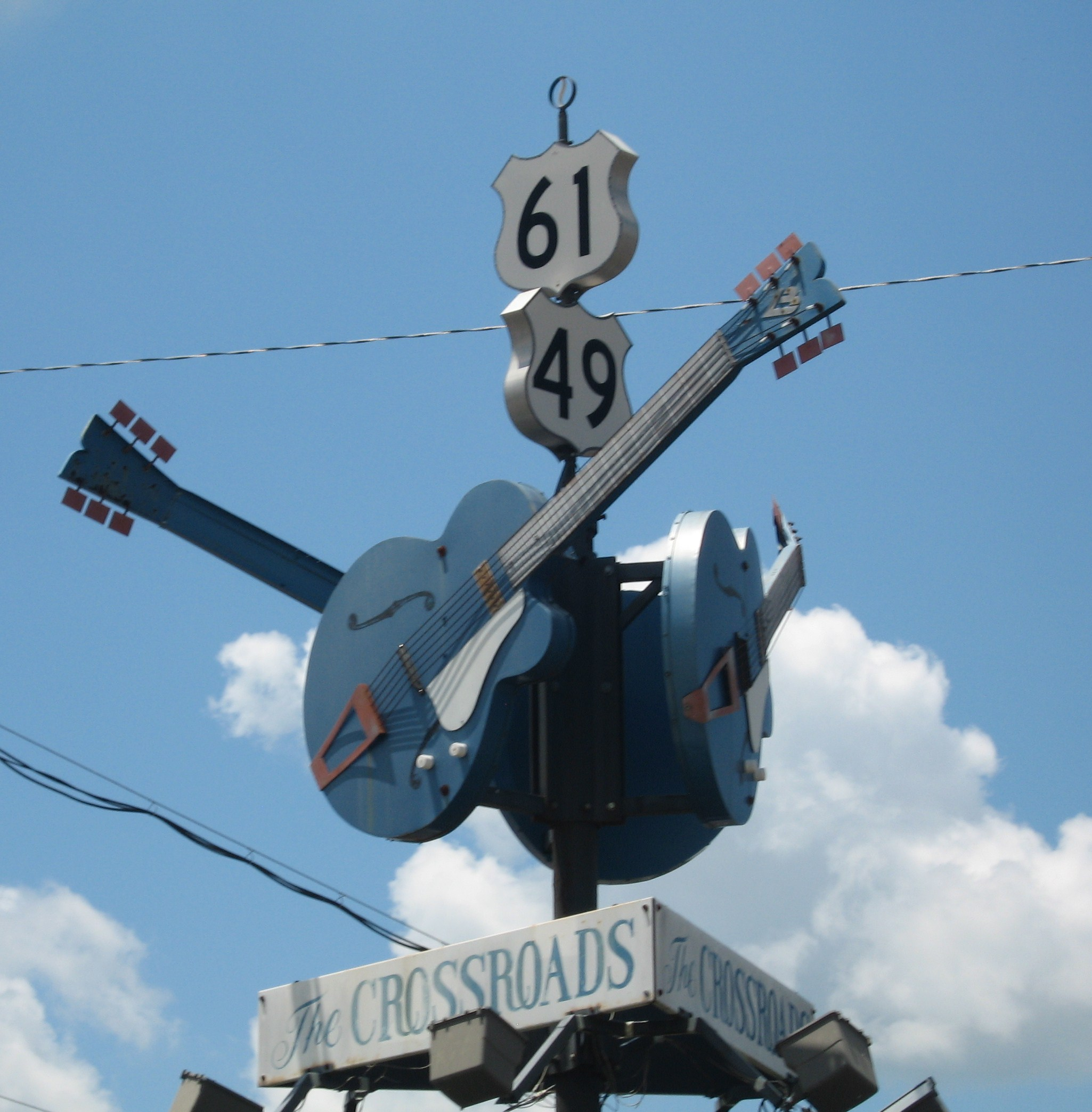
Kreuzung in Clarksdale, Mississippi, wo Johnson seine Seele dem Teufel verkauft haben soll

Da Johnsons Gitarrenspiel sich innerhalb kurzer Zeit so stark verbessert hatte, erzählte man sich, er habe seine Seele an den Teufel verkauft und sei von diesem im Gegenzug in die Geheimnisse des Gitarrenspiels eingewiesen worden. Diese Aussage geht zurück auf eine Äußerung von Son House, der damit die ursprünglich Tommy Johnson zugeschriebene Legende auf dessen Namensvetter übertrug. Robert Johnson adaptierte diese Legende bereitwillig und baute sie zu einer seiner zentralen Metaphern aus.
Im Laufe der folgenden Jahre wurde Robert Johnson zu einem gefragten Musiker für Veranstaltungen in Mississippi an Samstagabenden.

### Karriere als Musiker
1934 kam Johnson auf seinen mittlerweile vagabundenhaften Wanderschaften in die Stadt Helena in Arkansas und traf dort auf eine Reihe damals schon bekannter Bluesmusiker. Mit seinem Gitarrenspiel beeindruckte er dort Sonny Boy Williamson II., Robert Nighthawk, Howlin’ Wolf sowie Memphis Slim. 1936 kam es durch den Produzenten Don Law zu den ersten Aufnahmen für die American Record Corporation. Seine erste Veröffentlichung, der Terraplane Blues, verkaufte sich einigermaßen gut (etwa 500 Stück), so dass Johnson 1937 in einer zweiten Aufnahmesitzung weitere Lieder einspielen konnte. Allen weiteren Veröffentlichungen war jedoch kein kommerzieller Erfolg beschieden; teilweise wurden nur zweistellige Verkaufszahlen erzielt. Insgesamt nahm Johnson in seinen beiden Sessions 29 Songs in 41 Takes auf.

### Tod

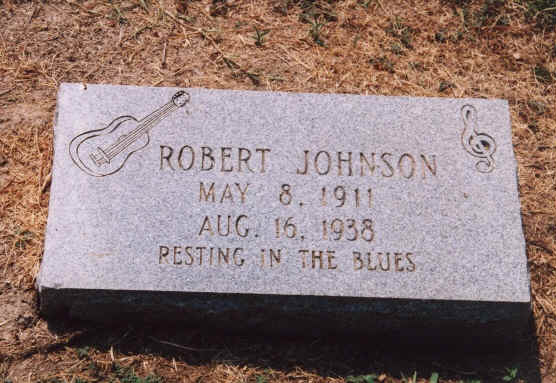
Grabstein für Robert Johnson

Im August 1938 starb Johnson im Alter von 27 Jahren. Die genaue Todesursache ist ungeklärt. Es existieren verschiedene Theorien. Nach einer auf Sonny Boy Williamson II. zurückgehenden Geschichte sei er von einem eifersüchtigen Ehemann vergiftet worden. Eine andere Theorie besagt, er sei an der Syphilis gestorben. Die Lage seines Grabes ist nicht bekannt. Außerdem wird er gelegentlich dem Klub 27 genannten Kreis bekannter Musiker, die mit 27 Jahren starben, zugerechnet. In Morgan City (Mississippi) befindet sich ein Gedenkstein an Robert Johnson mit der folgenden Aufschrift:

„Robert Johnson. ‚King of the Delta Blues Singers.‘ His Music struck a Chord that continues to resonate. His Blues adressed Generations he would never know and made Poetry of his Visions and Fears.“

Robert Johnsons Vermögen wurde erst 1998 seinem einzigen damals noch lebenden Sohn Claud L. Johnson (* 16. Dezember 1931; † 30. Juni 2015) zugesprochen.

## Werk

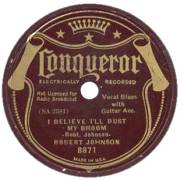
I Believe I’ll Dust My Broom

Johnsons Verdienst liegt vor allem in der Umwandlung der frühen Bluesmusik von Charlie Patton, Son House und Skip James (Delta Blues) zu einem neuen Stil, der dann von Musikern wie Muddy Waters und Elmore James aufgegriffen wurde. Anders als die Songs seiner Zeitgenossen zeichneten sich seine Kompositionen durch große Geschlossenheit aus. Diese ergab sich daraus, dass Johnson seine Stücke speziell auf die Bedingungen der Schellackplatte hin komponierte, die pro Seite eine maximale Spieldauer von drei Minuten bot. Bisher hatten Country-Blues-Musiker Aufbau und Struktur ihrer Stücke an die Auftritte in Juke Joints und auf Festen angepasst, wo Lautstärke und Länge zählten; ihre Aufnahmen waren meist nur Ausschnitte daraus, die nach drei Minuten unterbrochen wurden.
Eine weitere Besonderheit der Lieder Johnsons besteht darin, dass er sich teilweise mit Gesang und Gitarrenspiel in verschiedenen Rhythmen bewegte. So entstand der Eindruck, als ob mehrere Personen spielten. Auch sein Gesangsstil, der manchmal fast weinend und manchmal jauchzend klingt, ist für die damalige Blues-Musik untypisch und macht seine Lieder unverwechselbar. Sein Gitarrenspiel war immer mit Gesang verknüpft, lediglich in seinem ersten aufgenommenen Song Kind Hearted Woman Blues spielte er zu Beginn des Stücks ein kurzes Gitarrensolo. In der Standardstimmung der Gitarre bevorzugte er die Tonarten A und E; in offenen Stimmungen (Offene D-Stimmung, Offene G-Stimmung), auch Open Tunings genannt, nutzte er meist G und C. Die jeweilige Dominante oder Subdominante hielt er dabei entweder mit einem ausgestreckten Finger oder mit einem Glas- oder Metallzylinder, den er über einen Finger der linken Hand stülpte (Bottleneck-Technik).
Wie viele Bluesmusiker seiner Zeit verarbeitete er in seinen Kompositionen vor allem Alltagsbegebenheiten. Etliche Lieder handeln von seinen Wanderschaften, so auch der bekannte Walkin’ Blues. Darin reflektierte Johnson seine musikalische Lehrzeit bei Son House, indem er zwischen einem ruhigen und gelehrigen Schülerspiel und dem aufsässigen eigenen Stil wechselte. Weitere Songs dieses Themas sind etwa der Travelling Riverside Blues und I’m a Steady Rollin’ Man. Seine Texte waren inspiriert vom Alltag und handelten etwa von Frauen (Kind Hearted Woman Blues, Little Queen of Spades) und Geld (Sweet Home Chicago), aber auch von einer Handfeuerwaffe (32–20 Blues) oder einem Automobil (Terraplane Blues, nach dem Hudson Terraplane).
Johnson gilt als originärer Songwriter, der durch ältere Musiker wie Kokomo Arnold, Skip James, Peetie Wheatstraw, Lonnie Johnson u. a. inspiriert wurde und eine Vielzahl an Blues-Klassikern hinterließ, die sich im Repertoire von so unterschiedlichen Musikern wie Eric Clapton, den Rolling Stones, Elmore James, Muddy Waters, aber auch dem älteren Big Bill Broonzy wiederfinden, der in den 1950er Jahren seine Version von Kind-Hearted Woman – ebenso wie Waters vor ihm – aufnahm. So ist der 32–20 Blues eine Variation von Skip James’ 22–20 Blues, Kokomo Arnolds Old Original Kokomo Blues und Milk Cow Blues wurden zu Sweet Home Chicago bzw. Milkcow’s Calf Blues, aus Peetie Wheatstraws King of Spades wurde die Little Queen of Spades, Lonnie Johnsons Life Saver Blues findet sich in Malted Milk und Drunken Hearted Man.

### Aufnahmen von Robert Johnson
1936:
- 32-20 Blues
- Come On in My Kitchen*
- Cross Road Blues*
- Dead Shrimp Blues
- I Believe I’ll Dust My Broom

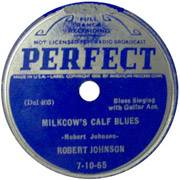
Robert Johnson: Milkcow’s Calf Blues, 1936

- If I Had Possession over Judgment Day
- Kindhearted Woman Blues*
- Last Fair Deal Gone Down
- Phonograph Blues*
- Preaching Blues (Up Jumped the Devil)
- Rambling on My Mind*
- Sweet Home Chicago
- Terraplane Blues
- They’re Red Hot
- Walkin’ Blues
- When You Got a Good Friend*

1937:
- Drunken Hearted Man*
- From Four Till Late
- Hellhound on My Trail
- Honeymoon Blues
- I’m a Steady Rollin’ Man
- Little Queen of Spades*
- Love in Vain*
- Malted Milk
- Me and the Devil Blues*
- Milkcow’s Calf Blues*
- Stones in My Passway
- Stop Breakin’ Down Blues*
- Traveling Riverside Blues

(*) davon existieren Alternativversionen

## Wirkung
Robert Johnson gilt heute als eine der großen Ikonen der populären amerikanischen Kultur. Die Verbreitung seiner Songs und seine Wertschätzung setzten jedoch erst lange nach seinem Tod ein.
Zwar hatte Johnson sich während seiner aktiven Zeit einigen Respekt bei Musikern wie Howlin’ Wolf oder Sonny Boy Williamson II. erworben, sein Einfluss war jedoch gering und blieb auf Musiker wie Robert Lockwood junior, David Honeyboy Edwards und Johnny Shines beschränkt. Johnson war in der afro-amerikanischen Bevölkerung so gut wie niemandem ein Begriff und nur wenigen schwarzen Bluesmusikern bekannt. Die gegenwärtige Forschung schätzt ihn mittlerweile zu diesem Zeitpunkt als annähernd bedeutungslos ein, insbesondere verglichen mit Musikern wie Charley Patton, Blind Lemon Jefferson oder Son House. Elijah Wald formulierte es wie folgt: „Soweit es die Entwicklung der Schwarzen Musik angeht, war Robert Johnson eine äußerst unbedeutende Gestalt, und nur sehr wenig von dem, was in den Jahrzehnten nach seinem Tod geschah, wäre anders verlaufen, wenn er nie auch nur eine Note gespielt hätte.“
In der weißen amerikanischen Bevölkerung blieb Johnson zu seinen Lebzeiten völlig unbekannt; nur wenige Spezialisten kannten überhaupt seinen Namen. Als einer von ihnen, John Hammond, Robert Johnson für seine Konzertabende From Spirituals to Swing gewinnen wollte, musste er erfahren, dass dieser kurz zuvor bereits verstorben war. Die Person Robert Johnson und seine Musik waren nahezu vergessen. Erst ab den 1950er Jahren begann sein Name unter Bluesliebhabern und Schellackplattensammlern allmählich bekannter zu werden.

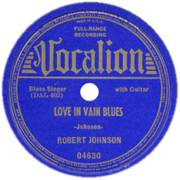
Love in Vain

Die erste Wiederveröffentlichung seiner Musik auf dem Album King of the Delta Blues Singers (Columbia) im Jahr 1961 führte schließlich zu seiner Wiederentdeckung, wenngleich bei einem vorwiegend weißen Publikum; zu dieser Zeit wurden auch erstmals Umstände seines Lebens und Todes recherchiert. Zwar war das Album mit rund 25.000 verkauften Exemplaren kein allzu großer Publikumserfolg; es erreichte aber vor allem junge Bluesrockmusiker, die daraufhin einige von Johnsons Kompositionen in ihr Repertoire aufnahmen (oftmals allerdings, wie im Falle der Rolling Stones, ohne Angabe des Originalautors). So unterschiedliche Musiker wie Jimi Hendrix, Mike Bloomfield, John Fogerty und Bob Dylan gaben diese Songs als eine wichtige Inspiration an, Keith Richards nannte ihn „den größten Folk-Blues-Gitarristen, der jemals gelebt hat“ und für Eric Clapton, der unter anderem Johnsons Lieder Malted Milk (auf dem Album Unplugged) und Walkin’ Blues interpretierte, ist Robert Johnson „der größte Sänger, der größte Songwriter“.
Als Columbia 1990 eine Sammlung der kompletten Aufnahmen Robert Johnsons veröffentlichte und eine Gesamtauflage von ungefähr 20 bis 30 Tausend Stück kalkulierte, kam dessen Musik unerwarteterweise auch außerhalb des Fachpublikums an. Die Doppel-CD hatte sich 2006 über zwei Millionen Mal weltweit verkauft. 1991 wurde sie als Best Historical Album mit einem Grammy ausgezeichnet.
Neben Clapton und Dylan inspirierte Robert Johnson eine Vielzahl von Musikgruppen, darunter Cream, Fleetwood Mac, Led Zeppelin, die Stones, Keb’ Mo’ und andere. Dem Künstler wurden auch mehrere Tribute-Alben gewidmet, so von Clapton Me and Mr. Johnson; von Peter Green Splinter Group – The Robert Johnson Songbook; von John Hammond – At the Crossroads u. a.
Bereits bei ihrer Gründung wurde Johnson 1980 in die Blues Hall of Fame aufgenommen, seine Songs „Sweet Home Chicago“, „Cross Road Blues“ und „Come On in My Kitchen“ später ebenso. Als die Zeitschrift Rolling Stone im Jahr 2003 die „hundert größten Gitarristen aller Zeiten“ auflistete, wurde Robert Johnson an fünfter Stelle genannt. Selbst ein Technoclub nannte sich nach Johnson (siehe Artikel zum Club Robert Johnson).
Seine auf insgesamt zwölf Schellackplatten veröffentlichten und ursprünglich schlecht verkauften Aufnahmen avancierten zu äußerst seltenen Sammlerstücken, von denen heute meist nur noch eine zweistellige Zahl von Exemplaren existiert. Die Gesamtzahl aller noch existierenden Robert-Johnson-Schellackplatten wird auf nur 159 bis 229 geschätzt. Für diese Originale werden von Sammlern mittlerweile mehr als 3.000 Dollar gezahlt, ein Exemplar von Love in vain Blues/Preaching Blues, von dem nur noch höchstens zehn Exemplare existieren, erzielte sogar einen Preis von 17.000 Dollar.
Es gibt nur drei Fotos, bei denen belegt ist, dass sie tatsächlich Robert Johnson darstellen; zwei von ihnen wurden 1986 bzw. 1989 erstmals veröffentlicht, ein weiteres, das Johnson mit seinem Neffen in der Uniform der US-Navy zeigt, befindet sich unveröffentlicht im Privatbesitz von Mack McCormick. Im Januar 2007 wurde über eBay in den Vereinigten Staaten ein Foto für 795.000 Dollar angeboten, das angeblich Robert Johnson zeigen sollte, Fachkreise zeigten sich aber skeptisch bezüglich der Authentizität des Bildes.
Der amerikanische Hersteller von Westerngitarren, die Gibson Guitar Corporation, gab 2010 zu Ehren von Robert Johnson eine Signature-Gitarre heraus, die Robert Johnson L-1, eine Korpusform, die der Künstler zu Lebzeiten stets bevorzugte.
In ihrem Song Higgs Boson Blues (auf dem Album Push the sky away) beziehen sich Nick Cave and the Bad Seeds mit einem Vers auf Robert Johnson.
Der Rolling Stone listete Johnson auf Rang 23 der 100 größten Songwriter sowie auf Rang 71 der 100 größten Gitarristen aller Zeiten.

## Aufnahmen
- The Complete Recordings (1990, Columbia / Sony Legacy 46222, 2 CDs, vollständige Werkausgabe inkl. aller Alternativversionen, UK: Silber)

## Filme und TV-Shows
- Crossroads – Pakt mit dem Teufel, 1986
- The Search for Robert Johnson, 1992
- Can’t You Hear the Wind Howl? The Life and Music of Robert Johnson, 1997
- Hellhounds On My Trail: The Afterlife of Robert Johnson, 2000; Regie: Robert Mugge
- Supernatural (TV-Serie): Crossroad-Blues (Staffel 2, Episode 8), 2006
- Timeless (TV-Serie): The King of the Delta Blues (Staffel 2, Episode 6), 2018[16]
- ReMastered: Devil at the Crossroads (Dokumentarfilm) 2019[17]